# Jerzy Ignatowicz

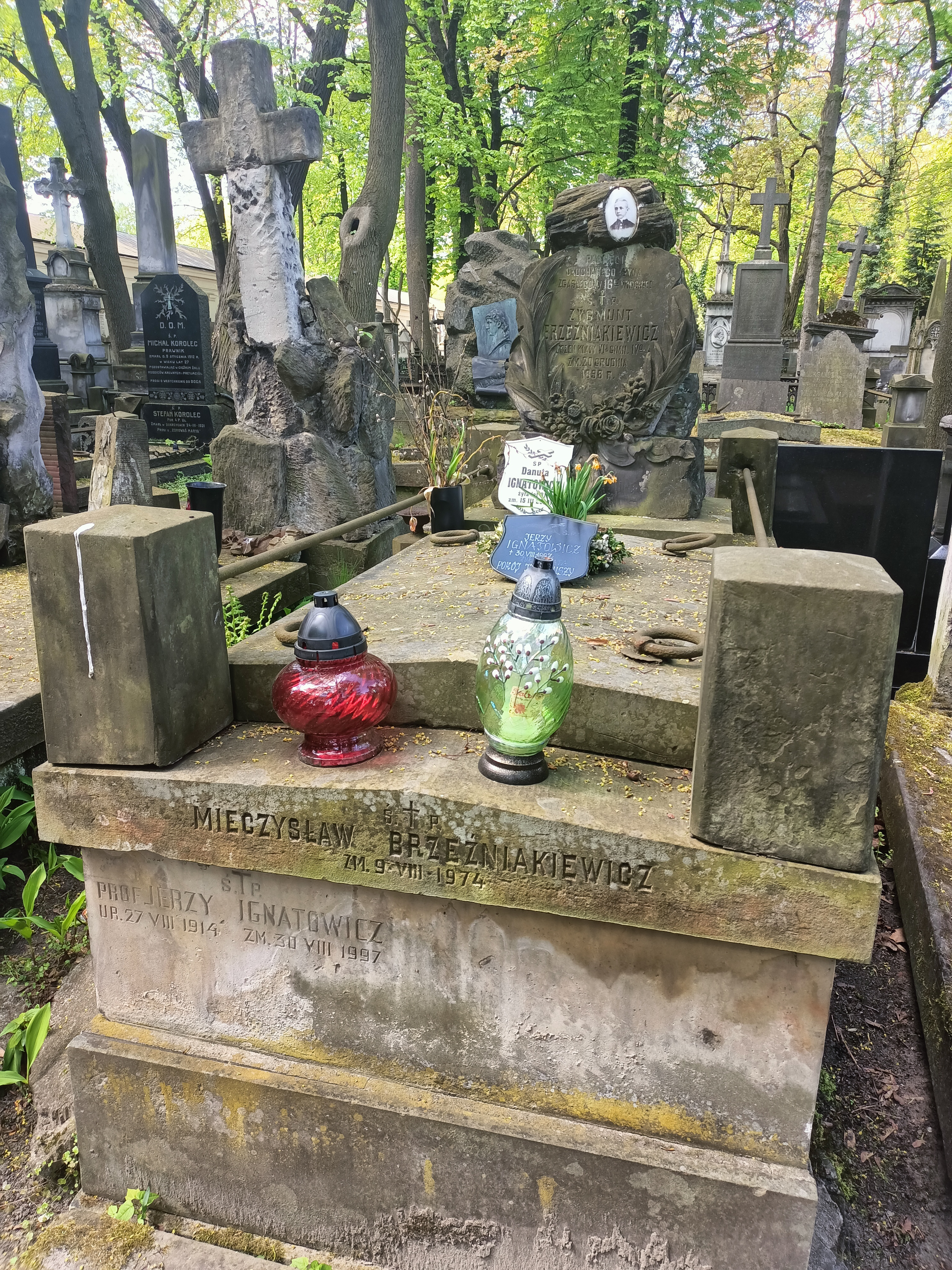
Grób Jerzego Ignatowicza na cmentarzu Powązkowskim

Jerzy Ignatowicz (ur. 27 sierpnia 1914 w Sejnach, zm. 30 sierpnia 1997 w Warszawie) – polski prawnik, profesor nauk prawnych, specjalista w zakresie prawa cywilnego, prawa rodzinnego i prawa spółdzielczego, nauczyciel akademicki Wydziału Prawa i Administracji Uniwersytetu Marii Curie-Skłodowskiej w Lublinie (UMCS), sędzia Sądu Najwyższego, doktor honoris causa (UMCS).

## Życiorys
Ukończył studia prawnicze na Wydziale Prawa Uniwersytetu Warszawskiego, uzyskując dyplom magistra 12 czerwca 1936. Następnie odbył służbę wojskową. W 1938 rozpoczął aplikację sądową, którą ukończył w 1946. W 1939 został zmobilizowany. Trafił do obozu jenieckiego, z którego został zwolniony. Działał w ruchu oporu.
Po II wojnie światowej orzekał w różnych sądach, w tym w Sądzie Najwyższym (w latach 1955–1984).
Wykładał prawo cywilne na Wydziale Prawa Kanonicznego Akademii Teologii Katolickiej w Warszawie. W 1960 został nauczycielem akademickim UMCS i był nim do przejścia na emeryturę. Tam w 1961 się doktoryzował na podstawie dysertacji „Dochodzenie praw stanu cywilnego”. W 1964 uzyskał stopień docenta (ówczesny odpowiednik habilitacji), przedstawiwszy dzieło „Ochrona posiadania”. W 1971 otrzymał tytuł naukowy profesora nadzwyczajnego, a w 1977 profesora zwyczajnego. W latach 1975–1989 kierował Zakładem Prawa Spółdzielczego i Organizacji Spółdzielczości. Wykłady prowadził do 1992. W 1994 został doktorem honoris causa UMCS. Specjalizował się w zakresie prawa rodzinnego, rzeczowego i spółdzielczego.
Był członkiem Rady Legislacyjnej przy Prezesie Rady Ministrów oraz Komisji do Spraw Reformy Prawa Cywilnego. Był autorem lub współautorem ustaw, m.in.: o księgach wieczystych i hipotece, o własności lokali, Prawa spółdzielczego, Prawa o aktach stanu cywilnego, nowelizacji Kodeksu rodzinnego i opiekuńczego z 1975.
W 1954 został odznaczony Medalem 10-lecia Polski Ludowej.
Pochowany na Cmentarzu Powązkowskim w Warszawie.

## Wybrane publikacje
- Część ogólna prawa cywilnego, Warszawa: Wydawnictwo Prawnicze, 1952.
- Kodeks cywilny. Komentarz, Warszawa: Wydawnictwo Prawnicze, 1972.
- Kodeks rodzinny i opiekuńczy. Komentarz, Warszawa: Wydawnictwo Prawnicze, 1966.
- Komentarz do ustawy o własności lokali, Warszawa: Wydawnictwo Prawnicze, 1995.
- Ochrona posiadania, Warszawa: Wydawnictwo Prawnicze, 1963.
- Ochrona posiadania i inne wybrane prace, Warszawa: LexisNexis Polska, 2014.
- Odpowiedzialność materialna uspołecznionych zakładów pracy za wypadki w zatrudnieniu, Warszawa: Wydawnictwo Prawnicze, 1955.
- Prawo rodzinne, Warszawa, LexisNexis, 2000 (i wiele kolejnych wydań)
- Prawo rodzinne. Zarys wykładu, Warszawa: PWN, 1987 (i wiele kolejnych wydań)
- Prawo rzeczowe, Warszawa: PWN, 1976 (i wiele kolejnych wydań)[8].